# Танагра-сикіт юкатанська
Тана́гра-си́кіт юкатанська (Lanio aurantius) — вид горобцеподібних птахів родини саякових (Thraupidae). Мешкає в Мексиці і Центральній Америці.

## Опис

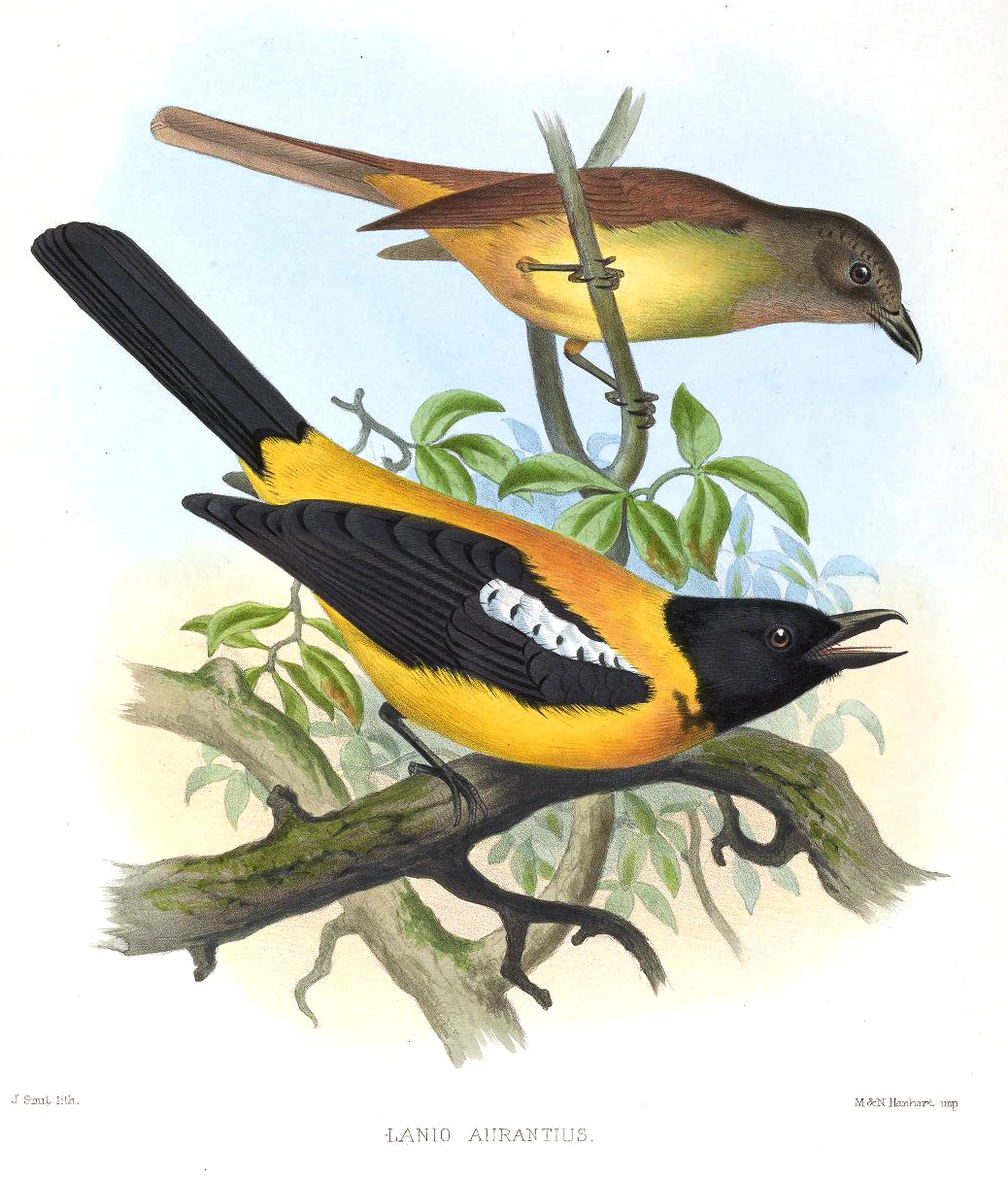
Пара юкатанських танагр-сикітів (самиця зверху, самець знизу)

Довжина птаха становить 16-20 см. У самців голова чорне, тіла жовте, крила і хвіст чорні. Дзьоб міцний, гачкуватий. У самиць верхня частина тіла оливково-зелена, горло блідо-сіре, живіт жовтий.

## Поширення і екологія
Юкатанські танагри-сикіти мешкають на півдні Мексики (від Веракруса і Оахаки до півдня півострова Юкатан), в Белізі, північній Гватемалі та на півночі Гондурасу. Вони живуть в нижньому і середньому ярусах вологих тропічних лісів. Зустрічаються поодинці або парами, на висоті до 750 м над рівнем моря. Часто приєднуються до змішаних зграй птахів.